# Shurnukh
Shurnukh (in armeno Շուռնուխ) è un comune di 224 abitanti (2010) della municipalità di Goris, nella Provincia di Syunik in Armenia. Il villaggio aveva una popolazione prevalentemente azera prima della prima guerra del Nagorno-Karabakh ed è stato ripopolato dagli armeni dal 1989.
Quando il distretto di Qubadli è stato restituito all'Azerbaigian come parte dell'accordo di cessate il fuoco del Nagorno-Karabakh del 2020, dopo la seconda guerra del Nagorno Karabakh, è stato scoperto che la linea di confine precedentemente non delineata tagliava proprio attraverso il villaggio. Di conseguenza, il villaggio è suddiviso sotto il controllo armeno e azero, sebbene solo 12 case rientrino in quest'ultimo. Non esiste ancora un posto di frontiera, solo un piccolo cartello, e le persone possono attraversare liberamente le parti del villaggio.

## Storia
Il villaggio moderno, precedentemente noto anche come Şurnuxu, Shornukh, Shornukha e Shornukho, è stato fondato nel 1930 sul sito delle rovine di Shornokho, un villaggio storico situato nel cantone di Baghk (Kashunik) della provincia di Syunik della storica Grande Armenia. La data della distruzione del borgo storico è sconosciuta; tuttavia, è noto che c'erano rovine alla fine del XIX secolo, inclusi i resti di una chiesa.

## Società

### Evoluzione demografica
Secondo Zaven Korkotyan, il villaggio fu disabitato dal 1831 al 1886. Fu poi popolato dagli azeri; 84 nel 1897, 117 nel 1904, 104 nel 1914. C'erano 101 azeri che vivevano nel villaggio nel 1926 e, nel 1931, 123 azeri, 7 armeni e 2 russi. Secondo la rivista Syunyats Yerkir, Shurnukh è stata popolata dagli azeri dal 1930 al 1989 e dal 1990 il villaggio è stato ripopolato dagli armeni. Secondo il Dictionary of Republic of Armenia Settlements, la popolazione di Shurnukh era composta da 351 residenti nel 1939, 363 nel 1959 e 1970, 324 nel 1979, 148 nel 2001 e 197 nel 2004. La popolazione della comunità è aumentata a 224 nel 2010, ma si è ridotta a 207 persone nel censimento del 2011.

### Religione
Alla fine degli anni 2010, una croce di ferro che si illumina di notte è stata eretta sulla collina al centro del villaggio.

## Disputa sul confine
Il 24 dicembre 2020, il capo del villaggio di Shurnukh Hakob Arshakyan ha dichiarato che gli azeri erano a Shurnukh per negoziare con un rappresentante del Servizio di sicurezza nazionale armeno e le guardie di confine russe. I rappresentanti azeri hanno chiesto che la parte armena cedesse all'Azerbaigian dodici case situate sul lato orientale della strada Goris-Kapan che, secondo le mappe dell'era sovietica, ricadono nel distretto di Qubadli dell'Azerbaigian al confine con la provincia di Syunik dell'Armenia. La maggior parte del distretto di Qubadli è stata riconquistata dalle forze azere durante la guerra del Nagorno-Karabakh del 2020, e le parti rimanenti ancora sotto il controllo armeno sono state restituite all'Azerbaigian secondo le disposizioni non scritte dell'accordo trilaterale che ha posto fine alla guerra. Un'ulteriore demarcazione secondo i confini amministrativi dell'era sovietica ha sollevato le tensioni tra gli abitanti del villaggio che vivevano vicino al confine e gli abitanti di Syunik in generale. Il 21 dicembre i residenti di Syunik hanno bloccato le strade per impedire al primo ministro Nikol Pashinyan di entrare nella regione.
Le 12 case sono state cedute all'Azerbaigian il 4 gennaio 2021. Il 9 gennaio il governo armeno ha annunciato che avrebbe costruito 12 nuove case nel villaggio per compensare gli abitanti del villaggio le cui case sono passate sotto il controllo azero. Nel febbraio 2021, il governo ha annunciato un pacchetto di risarcimento di 300.000 dram armeni (circa 577 USD) come pagamento unico seguito da un pagamento mensile di 68.000 dram armeni (circa 130 USD) per sei mesi e l'inizio della costruzione di un nuovo blocco residenziale per fornire un alloggio permanente agli abitanti del villaggio che hanno perso le loro case.

## Galleria d'immagini

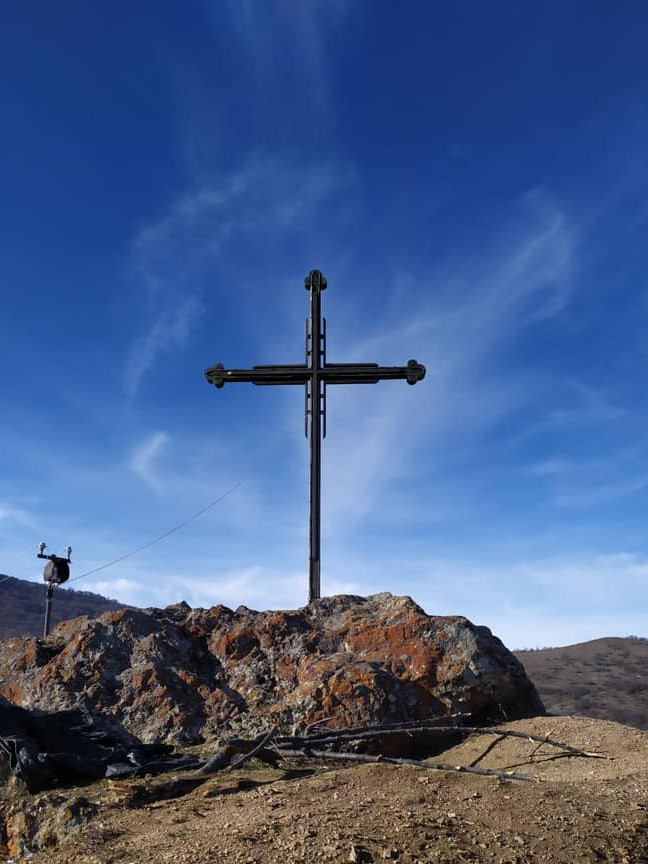
Una croce di ferro eretta nel villaggio di Shurnukh.